# Astrophiura kohurangi
Astrophiura kohurangi är en ormstjärneart som beskrevs av McKnight 1975. Astrophiura kohurangi ingår i släktet Astrophiura och familjen fransormstjärnor. Inga underarter finns listade i Catalogue of Life.